# Chaetomitriopsis glaucocarpa
Chaetomitriopsis glaucocarpa là một loài Rêu trong họ Hookeriaceae. Loài này được (Reinw. ex Schwägr.) M. Fleisch. mô tả khoa học đầu tiên năm 1923.